# 深海鼬魚亞目
深海鼬魚亞目（又作胎鼬鳚亚目） 為輻鰭魚綱鼬魚目的其中一亞目，其下分3科：
- 深海鼬魚科(Bythitidae)
- 裸鼬魚科(Aphyonidae)
- 副鬚鼬魚科(Parabrotulidae)